# Церква Пресвятої Трійці (Підволочиськ)
Церква Пресвятої Трійці в Підволочиську — парафія і храм греко-католицької громади Підволочиського деканату Тернопільсько-Зборівської архієпархії Української греко-католицької церкви в смт Підволочиськ Тернопільського району Тернопільської области.
Оголошена пам'яткою архітектури місцевого значення.

## Історія церкви
У попередні століття греко-католики сіл Староміщина, Підволочиськ і Заднишівка становили одну парафію при церкві Святого Миколая в Староміщині. До початку XX століття в самому Підволочиську греко-католики не мали власної церкви. У 1909 році з ініціативи митрополита Андрея Шептицького було придбано старий латинський костел (1883 року), який переробили на церкву Пресвятої Трійці.
Перша урочиста Літургія після виходу УГКЦ з підпілля відбулася 15 квітня 1990 року, її відслужив о. Зиновій Гончарик. Протягом двох років у храмі проводили почергові богослужіння греко-католики та православні.
У Квітну неділю 1995 року відбулося освячення церкви, відреставрованої після пожежі 1992 року. Чин освячення звершив владика Михаїл Сабрига, який також здійснив повторну візитацію парафії у 1998 році.
При парафії діють: братство «Апостольство молитви», Марійська і Вівтарна дружини, а також спільнота «Матері в молитві».

## Парохи
- о. Лев Бердкович (1785),
- о. Михайло Мощинський (1807—1850),
- о. Яків Шидловський (1888—?),
- о. Ісидор Свистун,
- о. Омелян Ковч (1911),
- о. Михайло Патрило (1920-ті — серпень 1945, 1956—1968),
- о. Степан Яворський,
- о. Йосафат Фаль, ЧСВВ
- о. Михайло Хрипа, ЧНІ
- о. Володимир Баран,
- о. Зеновій Гончарик (1987—?, з 15 квітня 1990).